# Grógaldr
Grógaldr eller Groa-galderet er et kvad fra Den ældre Edda, og det første af to digte, Grógaldr og Fjölsvinnsmál, der i dag normalt publiceres samlet under titlen Svipdagsmál.
Digtene blev fundet i manuskripter på 1600-tallet. Svend Grundtvig påviste i 1854 en forbindelse mellem historien fortalt i Grógaldr og første del af en skandinavisk middelalderballade om Ungen Sveidal/Herr Svedendal/Hertig Silfverdal. I 1856 bemærkede Sophus Bugge, at balladens sidste del sammenfaldt med Fjölsvinnsmál.
Groa-galderet handler om Svipdag, der påkalder sin døde mor, Groa, med bøn om hjælp mod sin onde stedmor, der tvinger ham til at prøve at befri Menglød, der sidder i fangenskab. Han lykkes i sin nekromantik, og digtet er en opremsning af de galdere - tryllesange - hans mor benytter for at beskytte sin søn mod farerne undervejs.

## Referanser
1. ↑  Einar Ólafur Sveinsson: Svipdag's Long Journey, Hereditas, Folklore of Ireland Society, Dublin, 1975
2. ↑  Grógaldr (Grógaldr) – heimskringla.no